# 世田谷区の町名
本項世田谷区の町名（せたがやくのちょうめい）では、東京都世田谷区における現在の町名を一覧化するとともに、明治時代初期以来の町名の変遷について記述する。

## 世田谷区の前史と行政区画の移り変わり
世田谷区は、昭和7年（1932年）10月1日、従前の荏原郡世田ヶ谷町・松沢村・駒沢町・玉川村の区域をもって成立した（当時は東京市の区であった）。昭和11年（1936年）、北多摩郡砧村と千歳村を編入して現在の区域になった。以下、明治時代初期から世田谷区成立までの行政区画の変遷について略述する。

### 近世以来の旧村
現在の世田谷区の区域は、かつては武蔵国 荏原郡 及び多摩郡に属し、近世末には下記の40か村に分かれていた（明治時代初期に分割されたり隣村に編入された村があるため、時期によって村の数には変動がある）。
荏原郡
世田ヶ谷村、経堂在家村、池尻村、池沢村、若林村、三宿村、太子堂村、下北沢村、代田村、上北沢村、松原村、赤堤村、馬引沢村、野沢村、深沢村、世田ヶ谷新町村、弦巻村、等々力村、小山村、奥沢本村、奥沢新田、上野毛村、下野毛村、野良田村、瀬田村、用賀村
多摩郡
喜多見村、宇奈根村、鎌田村、岡本村、横根村、大蔵村、烏山村、給田村、八幡山村、粕谷村、廻沢村、船橋村、上祖師ヶ谷村、下祖師ヶ谷村
これらの村に関し、明治時代前期に以下の変更があった。
- 明治初年 馬引沢村を上馬引沢村・中馬引沢村・下馬引沢村に分割
- 明治8年（1875年）大蔵村が横根村を編入、小山村を尾山村に改称
- 明治9年（1876年）奥沢本村が奥沢新田を編入し、奥沢村に改称
- 明治12年（1979年）池尻村が池沢村を編入、上馬引沢村が中馬引沢村を編入

現・世田谷区域内の村々は、近世には幕府領、旗本領、彦根藩領などに分かれていた。井伊家を藩主とする彦根藩は近江国（滋賀県）の北部を支配していたが、下野国佐野（栃木県）と武蔵国世田ヶ谷にも飛地領地を有していた。世田ヶ谷にある彦根藩領の村は彦根藩世田ヶ谷領二十ヶ村と称され、荏原郡と多摩郡にまたがる以下の村々を含んでいた。
世田ヶ谷村、太子堂村、馬引沢村、世田ヶ谷新町村、弦巻村、小山村、上野毛村、下野毛村、野良田村、瀬田村、用賀村、宇奈根村、鎌田村、岡本村、大蔵村、八幡山村、横根村、岩戸村、猪方村、和泉村
上記のうち、岩戸村、猪方村、和泉村（いずれも多摩郡）は、現在の狛江市に属し、他は世田谷区のうちである。

### 明治維新から市制町村制施行まで
明治維新後、明治22年（1889年）の市制・町村制施行までの過渡期には、日本国内の行政区画はめまぐるしく変わった。世田谷区の場合は、一時期彦根県や神奈川県に属していた区域が含まれるため、行政区画の変遷は一層複雑である。
旧幕府領・旗本領の村は、武蔵知県事の管轄を経て、明治2年から4年（1869 - 1871年）までは品川県に属していた。一方で、彦根藩領の村は明治4年までは引き続き彦根藩に属していた。
明治4年7月（1871年8月）、廃藩置県が実施された。同年11月（1872年1月）、従来の東京府、品川県、小菅県が廃止されて、新しい東京府が設置された。同時に府内は6大区・97小区に分けられた（いわゆる大区小区制）。この時、荏原郡の区域は東京府に編入。多摩郡の区域はいったん東京府に属した後、明治5年（1872年）5月、当時の神奈川県に編入された。
彦根藩は、明治4年7月（1871年8月）の廃藩置県によって廃止され、代わって彦根県が設置された。これにより、世田ヶ谷村など旧彦根藩領の村は彦根県の飛地となった。彦根県は同年11月（1872年1月）、長浜県と改称。翌明治5年（1872年）1月、これら旧彦根藩領の村は東京府に引き継がれるが、このうち多摩郡に属していた宇奈根村など9村（現・狛江市内に位置する3村を含む）は、同年5月神奈川県に編入された。
明治7年（1874年）3月、前述の大区小区の区割りが見直され、東京府にはあらためて11大区・103小区が設置された。同年6月、神奈川県でも大区小区制が施行された。後に世田谷区に編入される区域は、東京府の第7大区第6・7小区、及び神奈川県の第10大区第9・11・12小区に属した。
その後、郡区町村編制法の施行に伴い、大区小区制は廃止され、明治11年（1878年）11月2日、東京府下に15区6郡（荏原、南豊島、北豊島、東多摩、南足立、南葛飾）が置かれた。同じ日、多摩郡は4分割され、東京府に属していた部分（現在の中野区、杉並区に相当）は東多摩郡となり、神奈川県に属していた部分は北多摩郡・南多摩郡・西多摩郡に分かれた。これらのうち、現・世田谷区に該当するのは、荏原郡と北多摩郡の各一部である。
明治22年（1889年）、市制・町村制が施行され、東京市（15区からなる）が成立。現在の世田谷区の区域に存在していた38村は整理統合されて世田ヶ谷村、松沢村、駒沢村、玉川村（以上、東京府荏原郡）、砧村（きぬたむら）、千歳村（以上、神奈川県北多摩郡）の計6村となった。これら6村と、整理統合前の旧村との対応関係は以下のとおりである。
- 世田ヶ谷村 - 世田ヶ谷村、経堂在家村、池尻村、若林村、三宿村、太子堂村、下北沢村、代田村（以上のほか、松原村飛地、赤堤村飛地、弦巻村飛地、瀬田村飛地）
- 松沢村 - 上北沢村、松原村、赤堤村（以上のほか、世田ヶ谷村飛地）
- 駒沢村 - 上馬引沢村、下馬引沢村、野沢村、深沢村、世田ヶ谷新町村、弦巻村（以上のほか、世田ヶ谷村飛地、下野毛村飛地字深沢原）
- 玉川村 - 等々力村、小山村、奥沢村、上野毛村、下野毛村、野良田村、瀬田村、用賀村（以上のほか、下沼部村飛地、衾村飛地、深沢村入会地）
- 砧村 - 喜多見村、宇奈根村、鎌田村、岡本村、大蔵村
- 千歳村 - 烏山村、給田村、八幡山村、粕谷村、廻沢村、船橋村、上祖師ヶ谷村、下祖師ヶ谷村

### 市制町村制施行以後
明治26年（1893年）、北・南・西多摩郡が神奈川県から東京府へ移管され、砧村と千歳村は東京府北多摩郡の村となった。
世田ヶ谷村は大正12年（1923年）に町制施行して世田ヶ谷町となり、駒沢村は大正14年（1925年）に町制施行して駒沢町となった。この間、明治45年（1912年）には東京府と神奈川県の境界が変更された。これは、多摩川の蛇行によって川の両岸に生じていた飛地を解消することが目的であった。これにより、神奈川県橘樹郡（たちばなぐん）高津村諏訪河原の飛地が玉川村と砧村に、高津村久地の飛地が砧村に、それぞれ編入された。
昭和7年（1932年）10月1日、東京市は周辺の5郡（荏原、北豊島、豊多摩、南足立、南葛飾）に属する82町村を編入し、いわゆる大東京市が成立した。なお、従前の6郡のうち、南豊島郡と東多摩郡が明治29年（1896年）に合併して豊多摩郡となっている。編入された82町村は20区に編成され、東京市は既存の15区と合わせ、35区から構成されることとなった。この時、世田ヶ谷町、松沢村、駒沢町、玉川村の区域をもって世田谷区が新設された。昭和11年（1936年）には砧村と千歳村が世田谷区に編入され、現在の世田谷区の区域となった。東京市に他の自治体が編入されたのはこの時が最後であり、この時点の東京市の区域が後の東京特別区（東京23区）に相当する（新たに生じた埋立地等は除く）。
昭和18年（1943年）7月1日、東京府と東京市が廃止されて、新たに東京都が設置された。この時、世田谷区を含む35区は東京都直轄の区となった。昭和22年（1947年）3月15日、35区は22区（同年8月、板橋区から練馬区が分離して23区）に再編されるが、世田谷区の区域には変更はない。

## 旧町名
以下は、明治22年（1889年）以前の旧村名、同年の市制町村制施行時点の大字名、昭和11年（1936年）現在（砧村・千歳村編入時）の世田谷区の町名の対照表である。
| 旧町村名（1889年以前） | 大字名（1889年現在） | 世田谷区の町名（1936年現在）                 | 備考                                               |
| ---------------------- | -------------------- | -------------------------------------------- | -------------------------------------------------- |
| 世田ヶ谷村             | 世田ヶ谷村世田ヶ谷   | 世田谷1〜5、羽根木町                         |                                                    |
| 経堂在家村             | 世田ヶ谷村経堂在家   | 経堂町                                       |                                                    |
| 池尻村                 | 世田ヶ谷村池尻       | 池尻町                                       |                                                    |
| 若林村                 | 世田ヶ谷村若林       | 若林町                                       |                                                    |
| 三宿村                 | 世田ヶ谷村三宿       | 三宿町                                       |                                                    |
| 太子堂村               | 世田ヶ谷村太子堂     | 太子堂町                                     |                                                    |
| 下北沢村               | 世田ヶ谷村下北沢     | 北沢1〜5                                     |                                                    |
| 代田村                 | 世田ヶ谷村代田       | 代田1・2、下代田町、大原町、                 |                                                    |
| 上北沢村               | 松沢村               | 上北沢町1〜3                                 |                                                    |
| 松原村                 | 松沢村松原           | 松原町1〜4、赤堤1・2                         |                                                    |
| 赤堤村                 | 松沢村赤堤           | 赤堤1・2                                     |                                                    |
| 上馬引沢村             | 駒沢村上馬引沢       | 上馬町1〜3、三軒茶屋町                       | 1915年、駒沢村の町制施行時に大字名を「上馬」に変更 |
| 下馬引沢村             | 駒沢村下馬引沢       | 下馬町1〜3                                   | 1915年、駒沢村の町制施行時に大字名を「下馬」に変更 |
| 野沢村                 | 駒沢村野沢           | 野沢町1・2                                   |                                                    |
| 深沢村                 | 駒沢村深沢           | 深沢町1〜4                                   |                                                    |
| 世田谷ヶ新町村         | 駒沢村新町           | 新町1〜3                                     |                                                    |
| 弦巻村                 | 駒沢村弦巻           | 弦巻町1〜3                                   |                                                    |
| 等々力村               | 玉川村等々力         | 玉川等々力町1〜3、東玉川町、玉川田園調布1・2 |                                                    |
| 尾山村                 | 玉川村尾山           | 玉川尾山町                                   | 1875年までは小山村                                 |
| 奥沢村                 | 玉川村奥沢           | 玉川奥沢町1〜3、玉川田園調布1・2             |                                                    |
| 上野毛村               | 玉川村上野毛         | 玉川上野毛町                                 |                                                    |
| 下野毛村               | 玉川村下野毛         | 玉川野毛町                                   |                                                    |
| 野良田村               | 玉川村野良田         | 玉川中町12                                   |                                                    |
| 瀬田村                 | 玉川村瀬田           | 玉川瀬田町、玉川町                           |                                                    |
| 用賀村                 | 玉川村用賀           | 玉川用賀町1〜3                               |                                                    |
| 喜多見村               | 砧村喜多見           | 喜多見町、成城町                             |                                                    |
| 宇奈根村               | 砧村宇奈根           | 宇奈根町                                     |                                                    |
| 鎌田村                 | 砧村鎌田             | 鎌田町                                       |                                                    |
| 岡本村                 | 砧村岡本             | 岡本町                                       |                                                    |
| 大蔵村                 | 砧村大蔵             | 大蔵町                                       |                                                    |
| 烏山村                 | 千歳村烏山           | 烏山町                                       |                                                    |
| 給田村                 | 千歳村給田           | 給田町                                       |                                                    |
| 八幡山村               | 千歳村八幡山         | 八幡山町                                     |                                                    |
| 粕谷村                 | 千歳村粕谷           | 粕谷町                                       |                                                    |
| 廻沢村                 | 千歳村廻沢           | 廻沢町                                       |                                                    |
| 船橋村                 | 千歳村船橋           | 船橋町                                       |                                                    |
| 上祖師ヶ谷村           | 千歳村上祖師ヶ谷     | 祖師ヶ谷1・2                                 |                                                    |
| 下祖師ヶ谷村           | 千歳村下祖師ヶ谷     | 祖師ヶ谷1・2                                 |                                                    |

上記のほか、玉川村に大字諏訪河原、砧村に同じく大字諏訪河原と大字久地があった。これらは、神奈川県橘樹郡（たちばなぐん）高津村諏訪河原の飛地、ならびに同村久地の飛地が明治45年に編入されたものである。
世田谷区では、1964年から順次区内の住居表示が実施され、1971年までに全域の住居表示実施が完了している。以下は、住居表示実施直前の1963年現在の町名と現行町名の対照表である。
| 町名（1963年現在）     | 町成立直前の旧地名                                                               | 町の成立年 | 町の廃止年 | 現町名 | 備考 |
| ---------------------- | -------------------------------------------------------------------------------- | ---------- | ---------- | --- | ---- |
| 北沢一〜五丁目         | 世田ヶ谷町下北沢                                                                 | 1932       | 1964       | 北沢1〜5、代沢1〜5 |      |
| 大原町                 | 世田ヶ谷町代田                                                                   | 1932       | 1964       | 大原1・2、羽根木1・2 |      |
| 羽根木町               | 世田ヶ谷町世田ヶ谷                                                               | 1932       | 1965       | 羽根木1・2、大原1、松原1〜5 |      |
| 代田一・二丁目         | 世田ヶ谷町代田                                                                   | 1932       | 1965       | 代田1〜6、羽根木1、代沢5、松原5・6 |      |
| 下代田町               | 世田ヶ谷町代田                                                                   | 1932       | 1971       | 代沢1・3・4、北沢3、池尻4、三宿2 |      |
| 三宿町                 | 世田ヶ谷町三宿                                                                   | 1932       | 1971       | 三宿1・2、太子堂1・3、下馬2、池尻4 |      |
| 池尻町                 | 世田ヶ谷町池尻                                                                   | 1932       | 1971       | 池尻1〜4、三宿1・2、太子堂1、下馬2 |      |
| 太子堂町               | 世田ヶ谷町太子堂                                                                 | 1932       | 1968       | 太子堂1〜5、三宿1・2、若林2、三軒茶屋1 |      |
| 若林町                 | 世田ヶ谷町若林                                                                   | 1932       | 1968       | 世田谷4、若林1〜5、梅丘2・3 |      |
| 世田谷一〜五丁目       | 世田ヶ谷町世田ヶ谷                                                               | 1932       | 1969       | 世田谷1〜4、若林3・4、赤堤1、弦巻5、豪徳寺1・2、上馬5、梅丘1〜3、宮坂1〜3、桜上水1、経堂1〜5、桜丘1〜5、上用賀6、船橋1、砧1・2、千歳台1、桜1〜3 |      |
| 経堂町                 | 世田ヶ谷町経堂在家                                                               | 1932       | 1967       | 経堂1〜5、桜丘2、船橋1 |      |
| 松原町一〜四丁目       | 松沢村松原                                                                       | 1932       | 1965       | 松原1〜6、代田4、羽根木1、大原2、赤堤2・4 |      |
| 赤堤町一・二丁目       | 松沢村赤堤・松原                                                                 | 1932       | 1966       | 赤堤1〜5、宮坂3、豪徳寺1、松原3、桜上水4 |      |
| 上北沢町一〜三丁目     | 松沢村上北沢                                                                     | 1932       | 1966       | 上北沢1〜5、桜上水1〜5、赤堤3・5、宮坂3 |      |
| 三軒茶屋町             | 駒沢町上馬                                                                       | 1932       | 1968       | 三軒茶屋1・2、下馬2、太子堂1 |      |
| 下馬町一〜三丁目       | 駒沢町下馬                                                                       | 1932       | 1968       | 下馬1〜6、三軒茶屋1、野沢2、池尻1、太子堂1 |      |
| 上馬町一〜三丁目       | 駒沢町上馬                                                                       | 1932       | 1968       | 弦巻1・2、野沢1、上馬1〜4、駒沢1〜3、駒沢公園、下馬2・3、三軒茶屋1                                                                              |      |
| 野沢町一・二丁目       | 駒沢町野沢                                                                       | 1932       | 1967       | 野沢1〜4 |      |
| 弦巻町一〜三丁目       | 駒沢町弦巻                                                                       | 1932       | 1968       | 弦巻1〜5、世田谷1・2、駒沢3、桜新町2 |      |
| 新町一〜三丁目         | 駒沢町新町                                                                       | 1932       | 1968       | 新町1〜3、桜新町1・2、駒沢1・3・4、駒沢公園、弦巻4                                                                                              |      |
| 深沢町一〜四丁目       | 駒沢町深沢                                                                       | 1932       | 1970       | 深沢1〜8、桜新町1、新町1・2、駒沢1・5、駒沢公園、等々力7                                                                                        |      |
| 玉川等々力町一〜三丁目 | 玉川村等々力                                                                     | 1932       | 1970       | 等々力1〜8、尾山台3、中町2、野毛1、玉堤1・2、深沢1〜5、奥沢7                                                                                    |      |
| 玉川奥沢町一〜三丁目   | 玉川村奥沢                                                                       | 1932       | 1970       | 奥沢1〜8、玉川田園調布1・2、尾山台1〜3 |      |
| 東玉川町               | 玉川村等々力                                                                     | 1932       | 1967       | 東玉川1・2 |      |
| 玉川田園調布一・二丁目 | 玉川村等々力・奥沢                                                               | 1932       | 1970       | 奥沢4・5、玉川田園調布1・2、尾山台1 |      |
| 玉川尾山町             | 玉川村尾山                                                                       | 1932       | 1970       | 尾山台1・2、玉川田園調布1、等々力1、玉堤1 |      |
| 玉川野毛町             | 玉川村下野毛                                                                     | 1932       | 1969       | 野毛1〜3、上野毛1・2、中町1 |      |
| 玉川中町一・二丁目     | 玉川村野良田                                                                     | 1932       | 1971       | 中町1〜5、上野毛1・4、等々力2・3・8、深沢5・7、用賀1                                                                                            |      |
| 玉川上野毛町           | 玉川村上野毛                                                                     | 1932       | 1971       | 上野毛1〜4、野毛3、中町4、瀬田3、用賀1 |      |
| 玉川用賀町一〜三丁目   | 玉川村用賀                                                                       | 1932       | 1971       | 上用賀1〜6、用賀1〜4、大蔵1、砧公園、瀬田3、玉川台1・2                                                                                          |      |
| 玉川瀬田町             | 玉川村瀬田                                                                       | 1932       | 1971       | 上野毛3・4、瀬田1〜5、砧公園 |      |
| 玉川町                 | 玉川村瀬田・諏訪河原                                                             | 1932       | 1969       | 玉川1〜4、上野毛2・3 |      |
| 鎌田町                 | 砧村鎌田                                                                         | 1936       | 1971       | 鎌田1〜4、玉川3・4、岡本2、喜多見3、宇奈根1・3、大蔵5・6                                                                                        |      |
| 岡本町                 | 砧村岡本                                                                         | 1936       | 1971       | 岡本1〜3、大蔵4・6、砧公園、瀬田4・5、鎌田3・4、玉川4                                                                                           |      |
| 宇奈根町               | 砧村宇奈根                                                                       | 1936       | 1971       | 宇奈根1〜3、喜多見1・3 |      |
| 喜多見町               | 砧村喜多見                                                                       | 1936       | 1971       | 宇奈根2、喜多見1〜9、成城1・3・4、大蔵5 |      |
| 大蔵町                 | 砧村大蔵                                                                         | 1936       | 1971       | 大蔵1〜6、岡本3、玉川4、砧7、成城1、喜多見6、砧公園                                                                                             |      |
| 砧町                   | 世田谷区大蔵町、鎌田町、喜多見町（飛地）、宇奈根町（飛地）、祖師谷町1・2（飛地） | 1955       | 1971       | 砧1〜8、桜丘4・5、成城1・2、祖師谷1・3、千歳台1                                                                                                 |      |
| 成城町                 | 砧村喜多見                                                                       | 1936       | 1971       | 成城1〜9、祖師谷3 |      |
| 祖師ヶ谷一・二丁目     | 千歳村上祖師ヶ谷・下祖師ヶ谷                                                     | 1936       | 1971       | 上祖師谷1〜7、粕谷3、給田1・2、祖師谷1〜6、千歳台1・2、成城6〜9                                                                                 |      |
| 廻沢町                 | 千歳村廻沢                                                                       | 1936       | 1971       | 粕谷1・3、船橋2・4・7、八幡山2、千歳台1〜6 |      |
| 船橋町                 | 千歳村船橋                                                                       | 1936       | 1971       | 経堂3、桜丘5、粕谷1、船橋1〜7、八幡山1・2、千歳台1〜4                                                                                           |      |
| 八幡山町               | 千歳村八幡山                                                                     | 1936       | 1970       | 八幡山1〜3、船橋5・6 |      |
| 粕谷町                 | 千歳村粕谷                                                                       | 1936       | 1971       | 粕谷1〜4、八幡山2・3、千歳台6 |      |
| 給田町                 | 千歳村給田                                                                       | 1936       | 1970       | 給田1〜5、上祖師谷1・7、南烏山6 |      |
| 烏山町                 | 千歳村烏山                                                                       | 1936       | 1970       | 北烏山1〜9、南烏山1〜6、八幡山3、上祖師谷1、給田4、粕谷2・4                                                                                     |      |

## 現行行政町名一覧
世田谷区では、全域で住居表示に関する法律に基づく住居表示が実施されている。
| 町名       | 町名の読み | 町区域新設年月日 | 住居表示実施年月日 | 住居表示実施前の町名等                     | 備考                |
| ---------- | ---------- | ---------------- | ------------------ | ------------------------------------------ | ------------------- |
| 池尻一丁目 | いけじり   | 1965年9月15日    | 1965年9月15日      | 池尻町、下馬町1の各一部                    |                     |
| 池尻二丁目 | いけじり   | 1965年9月15日    | 1965年9月15日      | 池尻町の一部                               |                     |
| 池尻三丁目 | いけじり   | 1965年9月15日    | 1965年9月15日      | 池尻町の一部                               |                     |
| 池尻四丁目 | いけじり   | 1971年9月1日     | 1971年9月1日       | 池尻町、三宿町、下代田町の各全部           | 1〜32番街区に限る。 |
| 三宿一丁目 | みしゅく   | 1965年9月15日    | 1965年9月15日      | 三宿町、池尻町、太子堂町の各一部           |                     |
| 三宿二丁目 | みしゅく   | 1965年9月15日    | 1965年9月15日      | 三宿町、池尻町、太子堂町、下代田町の各一部 |                     |

| 町名           | 町名の読み     | 町区域新設年月日 | 住居表示実施年月日 | 住居表示実施前の町名等                                | 備考 |
| -------------- | -------------- | ---------------- | ------------------ | ----------------------------------------------------- | ---- |
| 太子堂一丁目   | たいしどう     | 1965年9月15日    | 1965年9月15日      | 太子堂町、池尻町、三宿町、三軒茶屋町、下馬町1の各一部 |      |
| 太子堂二丁目   | たいしどう     | 1965年9月15日    | 1965年9月15日      | 太子堂町の一部                                        |      |
| 太子堂三丁目   | たいしどう     | 1965年9月15日    | 1965年9月15日      | 太子堂町、三宿町の各一部                              |      |
| 太子堂四丁目   | たいしどう     | 1965年9月15日    | 1965年9月15日      | 太子堂町の一部                                        |      |
| 太子堂五丁目   | たいしどう     | 1965年9月15日    | 1965年9月15日      | 太子堂町の一部                                        |      |
| 三軒茶屋一丁目 | さんげんぢゃや | 1968年7月15日    | 1968年7月15日      | 太子堂町の全部と三軒茶屋町、下馬町1、上馬町1の各一部  |      |

| 町名           | 町名の読み     | 町区域新設年月日 | 住居表示実施年月日 | 住居表示実施前の町名等   | 備考 |  |
| -------------- | -------------- | ---------------- | ------------------ | ------------------------ | ---- |  |
| 三軒茶屋二丁目 | さんげんぢゃや | 1968年7月15日    | 1968年7月15日      | 三軒茶屋町の一部         |      |  |
| 若林一丁目     | わかばやし     | 1966年11月15日   | 1966年11月15日     | 若林町の一部             |      |  |
| 若林二丁目     | わかばやし     | 1966年11月15日   | 1966年11月15日     | 若林町、太子堂町の各一部 |      |  |
| 若林三丁目     | わかばやし     | 1966年11月15日   | 1966年11月15日     | 若林町、世田谷1の各一部  |      |  |
| 若林四丁目     | わかばやし     | 1966年11月15日   | 1966年11月15日     | 若林町、世田谷1の各一部  |      |  |
| 若林五丁目     | わかばやし     | 1968年7月15日    | 1968年7月15日      | 若林町の一部             |      |  |

| 町名         | 町名の読み | 町区域新設年月日 | 住居表示実施年月日 | 住居表示実施前の町名等                                  | 備考 |
| ------------ | ---------- | ---------------- | ------------------ | ------------------------------------------------------- | ---- |
| 世田谷一丁目 | せたがや   | 1966年2月15日    | 1966年2月15日      | 世田谷1、弦巻町1、弦巻町2の各一部                       |      |
| 世田谷二丁目 | せたがや   | 1966年2月15日    | 1966年2月15日      | 世田谷1、世田谷4、弦巻町2の各一部                       |      |
| 世田谷三丁目 | せたがや   | 1966年2月15日    | 1966年2月15日      | 世田谷1の一部                                           |      |
| 世田谷四丁目 | せたがや   | 1966年2月15日    | 1966年2月15日      | 世田谷1、若林町の各一部                                 |      |
| 桜一丁目     | さくら     | 1966年2月15日    | 1966年2月15日      | 世田谷4、世田谷3の各一部                                |      |
| 桜二丁目     | さくら     | 1966年2月15日    | 1966年2月15日      | 世田谷4の一部                                           |      |
| 桜三丁目     | さくら     | 1966年2月15日    | 1966年2月15日      | 世田谷4、世田谷1の各一部                                |      |
| 弦巻一丁目   | つるまき   | 1966年10月1日    | 1966年10月1日      | 弦巻町1、弦巻町2、上馬町2の各一部                       |      |
| 弦巻二丁目   | つるまき   | 1966年10月1日    | 1966年10月1日      | 弦巻町1、弦巻町2、上馬町3の各一部                       |      |
| 弦巻三丁目   | つるまき   | 1966年10月1日    | 1966年10月1日      | 弦巻町2、弦巻町3の各一部                                |      |
| 弦巻四丁目   | つるまき   | 1966年10月1日    | 1966年10月1日      | 弦巻町2、弦巻町3の各一部                                |      |
| 弦巻五丁目   | つるまき   | 1966年10月1日    | 1966年10月1日      | 世田谷4の全部と弦巻町2、弦巻町3、世田谷1、新町3の各一部 |      |

| 町名       | 町名の読み   | 町区域新設年月日 | 住居表示実施年月日 | 住居表示実施前の町名等              | 備考 |
| ---------- | ------------ | ---------------- | ------------------ | ----------------------------------- | ---- |
| 宮坂一丁目 | みやさか     | 1966年2月15日    | 1966年2月15日      | 世田谷3の一部                       |      |
| 宮坂二丁目 | みやさか     | 1966年2月15日    | 1966年2月15日      | 世田谷3の一部                       |      |
| 宮坂三丁目 | みやさか     | 1966年2月15日    | 1966年2月15日      | 世田谷3、赤堤町1、上北沢町1の各一部 |      |
| 桜丘一丁目 | さくらがおか | 1966年2月15日    | 1966年2月15日      | 世田谷5、世田谷4の各一部            |      |
| 桜丘二丁目 | さくらがおか | 1966年2月15日    | 1966年2月15日      | 世田谷5、経堂町の各一部             |      |
| 桜丘三丁目 | さくらがおか | 1966年2月15日    | 1966年2月15日      | 世田谷5の一部                       |      |
| 桜丘四丁目 | さくらがおか | 1966年2月15日    | 1966年2月15日      | 世田谷5、砧町の各一部               |      |
| 桜丘四丁目 | さくらがおか | 1966年2月15日    | 1967年6月1日       | 世田谷5の一部                       |      |
| 桜丘五丁目 | さくらがおか | 1968年3月15日    | 1968年3月15日      | 世田谷5、船橋町、砧町の各一部       |      |
| 経堂一丁目 | きょうどう   | 1967年6月1日     | 1967年6月1日       | 経堂町、世田谷3の各一部             |      |
| 経堂二丁目 | きょうどう   | 1967年6月1日     | 1967年6月1日       | 経堂町、世田谷3の各一部             |      |
| 経堂三丁目 | きょうどう   | 1967年6月1日     | 1967年6月1日       | 経堂町の一部                        |      |
| 経堂四丁目 | きょうどう   | 1967年6月1日     | 1967年6月1日       | 経堂町、世田谷5の各一部             |      |
| 経堂五丁目 | きょうどう   | 1967年6月1日     | 1967年6月1日       | 経堂町、世田谷3の各一部             |      |

| 町名       | 町名の読み | 町区域新設年月日 | 住居表示実施年月日 | 住居表示実施前の町名等                               | 備考 |
| ---------- | ---------- | ---------------- | ------------------ | ---------------------------------------------------- | ---- |
| 下馬一丁目 | しもうま   | 1968年7月15日    | 1968年7月15日      | 下馬町1の一部                                        |      |
| 下馬二丁目 | しもうま   | 1968年7月15日    | 1968年7月15日      | 下馬町1、池尻町、三宿町、三軒茶屋町、上馬町1の各一部 |      |
| 下馬三丁目 | しもうま   | 1968年7月15日    | 1968年7月15日      | 下馬町3、上馬町1の各一部                             |      |
| 下馬四丁目 | しもうま   | 1968年7月15日    | 1968年7月15日      | 下馬町3の一部                                        |      |
| 下馬五丁目 | しもうま   | 1968年7月15日    | 1968年7月15日      | 下馬町2、下馬町3の各一部                             |      |
| 下馬六丁目 | しもうま   | 1968年7月15日    | 1968年7月15日      | 下馬町2、下馬町3の各一部                             |      |
| 野沢一丁目 | のざわ     | 1967年2月1日     | 1967年2月1日       | 野沢町1、上馬町1の各一部                             |      |
| 野沢二丁目 | のざわ     | 1967年2月1日     | 1967年2月1日       | 野沢町1、野沢町2、下馬町3の各一部                    |      |
| 野沢三丁目 | のざわ     | 1967年2月1日     | 1967年2月1日       | 野沢町2の一部                                        |      |
| 野沢四丁目 | のざわ     | 1967年2月1日     | 1967年2月1日       | 野沢町1の一部                                        |      |

| 町名       | 町名の読み | 町区域新設年月日 | 住居表示実施年月日 | 住居表示実施前の町名等                  | 備考 |
| ---------- | ---------- | ---------------- | ------------------ | --------------------------------------- | ---- |
| 上馬一丁目 | かみうま   | 1967年2月1日     | 1967年2月1日       | 上馬町1の一部                           |      |
| 上馬二丁目 | かみうま   | 1967年2月1日     | 1967年2月1日       | 上馬町1の一部                           |      |
| 上馬三丁目 | かみうま   | 1967年2月1日     | 1967年2月1日       | 上馬町1の一部                           |      |
| 上馬四丁目 | かみうま   | 1967年2月1日     | 1967年2月1日       | 上馬町1、上馬町2の各一部                |      |
| 上馬五丁目 | かみうま   | 1967年2月1日     | 1967年2月1日       | 上馬町2、世田谷1の各一部                |      |
| 駒沢一丁目 | こまざわ   | 1967年7月1日     | 1967年7月1日       | 上馬町3、深沢町1、新町1の各一部         |      |
| 駒沢二丁目 | こまざわ   | 1967年7月1日     | 1967年7月1日       | 上馬町2の全部と上馬町1、上馬町3の各一部 |      |

| 町名         | 町名の読み | 町区域新設年月日 | 住居表示実施年月日 | 住居表示実施前の町名等            | 備考 |
| ------------ | ---------- | ---------------- | ------------------ | --------------------------------- | ---- |
| 代田一丁目   | だいた     | 1964年9月15日    | 1964年9月15日      | 代田1の一部                       |      |
| 代田二丁目   | だいた     | 1964年9月15日    | 1964年9月15日      | 代田1、代田2の各一部              |      |
| 代田三丁目   | だいた     | 1964年9月15日    | 1964年9月15日      | 代田1、代田2の各一部              |      |
| 梅丘一丁目   | うめがおか | 1966年2月15日    | 1966年2月15日      | 世田谷2の一部                     |      |
| 梅丘二丁目   | うめがおか | 1966年2月15日    | 1966年2月15日      | 世田谷2、世田谷1、若林町の各一部  |      |
| 梅丘三丁目   | うめがおか | 1968年7月15日    | 1968年7月15日      | 世田谷2、若林町の各一部           |      |
| 豪徳寺一丁目 | ごうとくじ | 1966年2月15日    | 1966年2月15日      | 世田谷2、世田谷3、赤堤町1の各一部 |      |
| 豪徳寺二丁目 | ごうとくじ | 1966年2月15日    | 1966年2月15日      | 世田谷2、世田谷1の各一部          |      |

| 町名       | 町名の読み | 町区域新設年月日 | 住居表示実施年月日 | 住居表示実施前の町名等             | 備考                 |
| ---------- | ---------- | ---------------- | ------------------ | ---------------------------------- | -------------------- |
| 代沢一丁目 | だいざわ   | 1964年2月1日     | 1964年2月1日       | 下代田町、北沢2の各一部            |                      |
| 代沢二丁目 | だいざわ   | 1964年2月1日     | 1964年2月1日       | 北沢2の一部                        |                      |
| 代沢三丁目 | だいざわ   | 1964年2月1日     | 1964年2月1日       | 下代田町、北沢1、北沢2の各一部     |                      |
| 代沢四丁目 | だいざわ   | 1964年2月1日     | 1964年2月1日       | 下代田町、北沢1の各一部            |                      |
| 代沢五丁目 | だいざわ   | 1964年2月1日     | 1964年2月1日       | 北沢1、北沢2、北沢3、代田2の各一部 |                      |
| 池尻四丁目 | いけじり   | 1971年9月1日     | 1971年9月1日       | 池尻町、三宿町、下代田町の各全部   | 33〜39番街区に限る。 |

| 町名         | 町名の読み | 町区域新設年月日 | 住居表示実施年月日 | 住居表示実施前の町名等                   | 備考 |
| ------------ | ---------- | ---------------- | ------------------ | ---------------------------------------- | ---- |
| 羽根木一丁目 | はねぎ     | 1964年11月1日    | 1964年11月1日      | 羽根木町、大原町、代田2、松原町4の各一部 |      |
| 羽根木二丁目 | はねぎ     | 1964年11月1日    | 1964年11月1日      | 羽根木町、松原町4の各一部                |      |
| 大原一丁目   | おおはら   | 1964年11月1日    | 1964年11月1日      | 大原町、羽根木町の各一部                 |      |
| 大原二丁目   | おおはら   | 1964年11月1日    | 1964年11月1日      | 大原町、松原町1の各一部                  |      |
| 代田四丁目   | だいた     | 1964年9月15日    | 1964年9月15日      | 代田1、代田2、松原町4の各一部            |      |
| 代田五丁目   | だいた     | 1964年9月15日    | 1964年9月15日      | 代田2の一部                              |      |
| 代田六丁目   | だいた     | 1964年9月15日    | 1964年9月15日      | 代田2の一部                              |      |

| 町名       | 町名の読み | 町区域新設年月日 | 住居表示実施年月日 | 住居表示実施前の町名等         | 備考 |
| ---------- | ---------- | ---------------- | ------------------ | ------------------------------ | ---- |
| 北沢一丁目 | きたざわ   | 1964年2月1日     | 1964年2月1日       | 北沢2、北沢4、下代田町の各一部 |      |
| 北沢二丁目 | きたざわ   | 1964年2月1日     | 1964年2月1日       | 北沢2、北沢3、北沢4の各一部    |      |
| 北沢三丁目 | きたざわ   | 1964年2月1日     | 1964年2月1日       | 北沢3、北沢4の各一部           |      |
| 北沢四丁目 | きたざわ   | 1964年2月1日     | 1964年2月1日       | 北沢3、北沢5の各一部           |      |
| 北沢五丁目 | きたざわ   | 1964年2月1日     | 1964年2月1日       | 北沢5の一部                    |      |

| 町名       | 町名の読み | 町区域新設年月日 | 住居表示実施年月日 | 住居表示実施前の町名等                          | 備考 |
| ---------- | ---------- | ---------------- | ------------------ | ----------------------------------------------- | ---- |
| 松原一丁目 | まつばら   | 1964年11月1日    | 1964年11月1日      | 羽根木町、松原町1、松原町2、松原町4の各一部     |      |
| 松原二丁目 | まつばら   | 1965年2月1日     | 1965年2月1日       | 松原町2の一部                                   |      |
| 松原三丁目 | まつばら   | 1965年2月1日     | 1965年2月1日       | 松原町3、赤堤町2の各一部                        |      |
| 松原四丁目 | まつばら   | 1965年2月1日     | 1965年2月1日       | 松原町3の一部                                   |      |
| 松原五丁目 | まつばら   | 1965年2月1日     | 1965年2月1日       | 羽根木町の全部と松原町2、松原町4、代田2の各一部 |      |
| 松原六丁目 | まつばら   | 1965年2月1日     | 1965年2月1日       | 松原町4、代田2の各一部                          |      |

| 町名         | 町名の読み       | 町区域新設年月日 | 住居表示実施年月日 | 住居表示実施前の町名等                      | 備考 |
| ------------ | ---------------- | ---------------- | ------------------ | ------------------------------------------- | ---- |
| 赤堤一丁目   | あかつつみ       | 1965年4月1日     | 1965年4月1日       | 赤堤町1、世田谷2、世田谷3の各一部           |      |
| 赤堤二丁目   | あかつつみ       | 1965年4月1日     | 1965年4月1日       | 松原町4の全部と赤堤町1、松原町3の各一部     |      |
| 赤堤三丁目   | あかつつみ       | 1965年4月1日     | 1965年4月1日       | 赤堤町1、赤堤町2、上北沢町1の各一部         |      |
| 赤堤四丁目   | あかつつみ       | 1965年4月1日     | 1965年4月1日       | 赤堤町2、松原町3の各一部                    |      |
| 赤堤五丁目   | あかつつみ       | 1965年4月1日     | 1965年4月1日       | 赤堤町2、上北沢町1の各一部                  |      |
| 桜上水一丁目 | さくらじょうすい | 1966年10月1日    | 1966年10月1日      | 世田谷3の全部及び上北沢町1の一部            |      |
| 桜上水二丁目 | さくらじょうすい | 1966年10月1日    | 1966年10月1日      | 上北沢町1、上北沢町2の各一部                |      |
| 桜上水三丁目 | さくらじょうすい | 1966年10月1日    | 1966年10月1日      | 上北沢町1の一部                             |      |
| 桜上水四丁目 | さくらじょうすい | 1966年10月1日    | 1966年10月1日      | 赤堤町2の全部と上北沢町1、上北沢町2の各一部 |      |
| 桜上水五丁目 | さくらじょうすい | 1966年10月1日    | 1966年10月1日      | 上北沢町2の一部                             |      |

| 町名         | 町名の読み     | 町区域新設年月日 | 住居表示実施年月日 | 住居表示実施前の町名等 | 備考 |
| ------------ | -------------- | ---------------- | ------------------ | ---------------------- | ---- |
| 東玉川一丁目 | ひがしたまがわ | 1967年6月1日     | 1967年6月1日       | 東玉川町の一部         |      |
| 東玉川二丁目 | ひがしたまがわ | 1967年6月1日     | 1967年6月1日       | 東玉川町の一部         |      |
| 奥沢一丁目   | おくさわ       | 1970年3月1日     | 1970年3月1日       | 玉川奥沢町1の一部      |      |
| 奥沢二丁目   | おくさわ       | 1970年3月1日     | 1970年3月1日       | 玉川奥沢町1の一部      |      |
| 奥沢三丁目   | おくさわ       | 1970年3月1日     | 1970年3月1日       | 玉川奥沢町1の一部      |      |

| 町名               | 町名の読み               | 町区域新設年月日 | 住居表示実施年月日 | 住居表示実施前の町名等                           | 備考 |
| ------------------ | ------------------------ | ---------------- | ------------------ | ------------------------------------------------ | ---- |
| 奥沢四丁目         | おくさわ                 | 1970年3月1日     | 1970年3月1日       | 玉川奥沢町2、玉川田園調布2の各一部               |      |
| 奥沢五丁目         | おくさわ                 | 1970年3月1日     | 1970年3月1日       | 玉川奥沢町2、玉川田園調布2の各一部               |      |
| 奥沢六丁目         | おくさわ                 | 1970年3月1日     | 1970年3月1日       | 玉川奥沢町3の一部                                |      |
| 奥沢七丁目         | おくさわ                 | 1970年3月1日     | 1970年3月1日       | 玉川奥沢町3、玉川等々力町3の各一部               |      |
| 奥沢八丁目         | おくさわ                 | 1970年3月1日     | 1970年3月1日       | 玉川奥沢町3の一部                                |      |
| 玉川田園調布一丁目 | たまがわでんえんちょうふ | 1970年3月1日     | 1970年3月1日       | 玉川田園調布1、玉川田園調布2、玉川尾山町の各一部 |      |
| 玉川田園調布二丁目 | たまがわでんえんちょうふ | 1970年3月1日     | 1970年3月1日       | 玉川田園調布2、玉川奥沢町2、玉川奥沢町3の各一部  |      |

| 町名         | 町名の読み | 町区域新設年月日 | 住居表示実施年月日 | 住居表示実施前の町名等                              | 備考 |
| ------------ | ---------- | ---------------- | ------------------ | --------------------------------------------------- | ---- |
| 玉堤一丁目   | たまづつみ | 1968年3月15日    | 1968年3月15日      | 玉川等々力町1、玉川尾山町の各一部                   |      |
| 玉堤二丁目   | たまづつみ | 1968年3月15日    | 1968年3月15日      | 玉川等々力町1の一部                                 |      |
| 玉堤二丁目   | たまづつみ | 1968年3月15日    | 1970年3月1日       | 玉川等々力町1の一部                                 |      |
| 等々力一丁目 | とどろき   | 1970年3月1日     | 1970年3月1日       | 玉川等々力町1、玉川尾山町の各一部                   |      |
| 等々力二丁目 | とどろき   | 1970年3月1日     | 1970年3月1日       | 玉川等々力町1、玉川等々力町2、玉川中町1の各一部     |      |
| 等々力三丁目 | とどろき   | 1970年3月1日     | 1970年3月1日       | 玉川等々力町2、玉川中町1の各一部                    |      |
| 等々力四丁目 | とどろき   | 1970年3月1日     | 1970年3月1日       | 玉川等々力町2の一部                                 |      |
| 等々力五丁目 | とどろき   | 1970年3月1日     | 1970年3月1日       | 玉川等々力町2の一部                                 |      |
| 等々力六丁目 | とどろき   | 1970年3月1日     | 1970年3月1日       | 玉川等々力町3の一部                                 |      |
| 等々力七丁目 | とどろき   | 1970年3月1日     | 1970年3月1日       | 深沢町2の全部と玉川等々力町2、玉川等々力町3の各一部 |      |
| 等々力八丁目 | とどろき   | 1970年3月1日     | 1970年3月1日       | 玉川等々力町3、玉川中町1、玉川中町2の各一部         |      |
| 尾山台一丁目 | おやまだい | 1970年3月1日     | 1970年3月1日       | 玉川田園調布1、玉川奥沢町3、玉川尾山町の各一部      |      |
| 尾山台二丁目 | おやまだい | 1970年3月1日     | 1970年3月1日       | 玉川尾山町の一部                                    |      |
| 尾山台三丁目 | おやまだい | 1970年3月1日     | 1970年3月1日       | 玉川奥沢町3、玉川等々力町1の各一部                  |      |

| 町名         | 町名の読み | 町区域新設年月日 | 住居表示実施年月日 | 住居表示実施前の町名等                                 | 備考 |
| ------------ | ---------- | ---------------- | ------------------ | ------------------------------------------------------ | ---- |
| 上野毛一丁目 | かみのげ   | 1969年2月1日     | 1969年2月1日       | 玉川上野毛町、玉川野毛町、玉川中町1、玉川中町2の各一部 |      |
| 上野毛二丁目 | かみのげ   | 1969年2月1日     | 1969年2月1日       | 玉川上野毛町、玉川野毛町、玉川町の各一部               |      |
| 上野毛三丁目 | かみのげ   | 1969年2月1日     | 1969年2月1日       | 玉川上野毛町、玉川町、玉川瀬田町の各一部               |      |
| 上野毛四丁目 | かみのげ   | 1969年2月1日     | 1969年2月1日       | 玉川上野毛町、玉川中町2、玉川瀬田町の各一部            |      |
| 野毛一丁目   | のげ       | 1969年2月1日     | 1969年2月1日       | 玉川野毛町、玉川等々力町1の各一部                      |      |
| 野毛二丁目   | のげ       | 1969年2月1日     | 1969年2月1日       | 玉川野毛町の一部                                       |      |
| 野毛三丁目   | のげ       | 1969年2月1日     | 1969年2月1日       | 玉川野毛町、玉川上野毛町の各一部                       |      |
| 中町一丁目   | なかまち   | 1969年2月1日     | 1969年2月1日       | 玉川中町1、玉川野毛町の各一部                          |      |
| 中町二丁目   | なかまち   | 1969年2月1日     | 1969年2月1日       | 玉川中町1、玉川等々力町2の各一部                       |      |
| 中町三丁目   | なかまち   | 1969年2月1日     | 1969年2月1日       | 玉川中町2の一部                                        |      |
| 中町四丁目   | なかまち   | 1969年2月1日     | 1969年2月1日       | 玉川中町2、玉川上野毛町の各一部                        |      |
| 中町五丁目   | なかまち   | 1969年2月1日     | 1969年2月1日       | 玉川中町2の一部                                        |      |

| 町名         | 町名の読み   | 町区域新設年月日 | 住居表示実施年月日 | 住居表示実施前の町名等                             | 備考 |
| ------------ | ------------ | ---------------- | ------------------ | -------------------------------------------------- | ---- |
| 上用賀一丁目 | かみようが   | 1968年3月15日    | 1968年3月15日      | 玉川用賀町2の一部                                  |      |
| 上用賀二丁目 | かみようが   | 1968年3月15日    | 1968年3月15日      | 玉川用賀町2、玉川用賀町3の各一部                   |      |
| 上用賀三丁目 | かみようが   | 1968年3月15日    | 1968年3月15日      | 玉川用賀町2、玉川用賀町3の各一部                   |      |
| 上用賀四丁目 | かみようが   | 1968年3月15日    | 1968年3月15日      | 玉川用賀町3の一部                                  |      |
| 上用賀五丁目 | かみようが   | 1968年3月15日    | 1968年3月15日      | 玉川用賀町2、玉川用賀町3の各一部                   |      |
| 上用賀六丁目 | かみようが   | 1968年3月15日    | 1968年3月15日      | 世田谷5、玉川瀬田町、玉川用賀町3の各一部           |      |
| 用賀一丁目   | ようが       | 1971年9月1日     | 1971年9月1日       | 玉川中町2の全部と玉川用賀町1、玉川上野毛町の各一部 |      |
| 用賀二丁目   | ようが       | 1971年9月1日     | 1971年9月1日       | 玉川用賀町1の一部                                  |      |
| 用賀三丁目   | ようが       | 1971年9月1日     | 1971年9月1日       | 玉川用賀町1、玉川用賀町2の各一部                   |      |
| 用賀四丁目   | ようが       | 1971年9月1日     | 1971年9月1日       | 玉川用賀町1、玉川用賀町2の各一部                   |      |
| 玉川台一丁目 | たまがわだい | 1971年9月1日     | 1971年9月1日       | 玉川瀬田町、玉川用賀町1の各一部                    |      |
| 玉川台二丁目 | たまがわだい | 1971年9月1日     | 1971年9月1日       | 玉川瀬田町、玉川用賀町1、玉川用賀町2の各一部       |      |

| 町名       | 町名の読み | 町区域新設年月日 | 住居表示実施年月日 | 住居表示実施前の町名等                             | 備考 |
| ---------- | ---------- | ---------------- | ------------------ | -------------------------------------------------- | ---- |
| 玉川一丁目 | たまがわ   | 1968年7月15日    | 1968年7月15日      | 玉川町の一部                                       |      |
| 玉川二丁目 | たまがわ   | 1968年7月15日    | 1968年7月15日      | 玉川町の一部                                       |      |
| 玉川三丁目 | たまがわ   | 1968年7月15日    | 1968年7月15日      | 玉川町、鎌田町の各一部                             |      |
| 玉川四丁目 | たまがわ   | 1968年7月15日    | 1968年7月15日      | 玉川町、玉川瀬田町、大蔵町、鎌田町、岡本町の各一部 |      |
| 瀬田一丁目 | せた       | 1971年9月1日     | 1971年9月1日       | 玉川瀬田町の一部                                   |      |
| 瀬田二丁目 | せた       | 1971年9月1日     | 1971年9月1日       | 玉川瀬田町の一部                                   |      |
| 瀬田三丁目 | せた       | 1971年9月1日     | 1971年9月1日       | 玉川瀬田町、玉川上野毛町、玉川用賀町1の各一部      |      |
| 瀬田四丁目 | せた       | 1971年9月1日     | 1971年9月1日       | 玉川瀬田町、岡本町の各一部                         |      |
| 瀬田五丁目 | せた       | 1971年9月1日     | 1971年9月1日       | 玉川瀬田町、岡本町の各一部                         |      |

| 町名         | 町名の読み       | 町区域新設年月日 | 住居表示実施年月日 | 住居表示実施前の町名等                    | 備考 |
| ------------ | ---------------- | ---------------- | ------------------ | ----------------------------------------- | ---- |
| 駒沢三丁目   | こまざわ         | 1967年11月1日    | 1967年11月1日      | 弦巻町1の全部と上馬町3、新町1の各一部     |      |
| 駒沢四丁目   | こまざわ         | 1967年11月1日    | 1967年11月1日      | 新町1の一部                               |      |
| 駒沢五丁目   | こまざわ         | 1967年11月1日    | 1967年11月1日      | 深沢町1、深沢町2の各一部                  |      |
| 駒沢公園     | こまざわこうえん | 1967年11月1日    | 1967年11月1日      | 上馬町3、深沢町1、深沢町2、新町1の各一部  |      |
| 新町一丁目   | しんまち         | 1967年11月1日    | 1967年11月1日      | 深沢町3、深沢町4、新町2の各一部           |      |
| 新町二丁目   | しんまち         | 1967年11月1日    | 1967年11月1日      | 深沢町4、新町1、新町2の各一部             |      |
| 新町三丁目   | しんまち         | 1967年11月1日    | 1967年11月1日      | 新町2の一部                               |      |
| 桜新町一丁目 | さくらしんまち   | 1968年3月15日    | 1968年3月15日      | 深沢町4、新町2、新町3の各一部             |      |
| 桜新町二丁目 | さくらしんまち   | 1968年3月15日    | 1968年3月15日      | 弦巻町3の全部と新町2、新町3の各一部       |      |
| 深沢一丁目   | ふかさわ         | 1968年3月15日    | 1968年3月15日      | 深沢町1、玉川等々力町3の各一部            |      |
| 深沢二丁目   | ふかさわ         | 1968年3月15日    | 1968年3月15日      | 深沢町1の一部                             |      |
| 深沢三丁目   | ふかさわ         | 1968年3月15日    | 1968年3月15日      | 深沢町2、玉川等々力町3の各一部            |      |
| 深沢四丁目   | ふかさわ         | 1968年3月15日    | 1968年3月15日      | 深沢町2の一部                             |      |
| 深沢五丁目   | ふかさわ         | 1968年3月15日    | 1968年3月15日      | 深沢町3、玉川等々力町3、玉川中町2の各一部 |      |
| 深沢六丁目   | ふかさわ         | 1968年3月15日    | 1968年3月15日      | 深沢町3の一部                             |      |
| 深沢七丁目   | ふかさわ         | 1968年3月15日    | 1968年3月15日      | 深沢町3、深沢町4、玉川中町2の各一部       |      |
| 深沢八丁目   | ふかさわ         | 1968年3月15日    | 1968年3月15日      | 深沢町4の一部                             |      |

| 町名       | 町名の読み | 町区域新設年月日 | 住居表示実施年月日 | 住居表示実施前の町名等                 | 備考 |
| ---------- | ---------- | ---------------- | ------------------ | -------------------------------------- | ---- |
| 成城一丁目 | せいじょう | 1970年3月1日     | 1970年3月1日       | 成城町、砧町、喜多見町、大蔵町の各一部 |      |
| 成城二丁目 | せいじょう | 1970年3月1日     | 1970年3月1日       | 成城町、砧町の各一部                   |      |
| 成城三丁目 | せいじょう | 1970年3月1日     | 1970年3月1日       | 成城町、喜多見町の各一部               |      |
| 成城四丁目 | せいじょう | 1970年3月1日     | 1970年3月1日       | 成城町、喜多見町の各一部               |      |
| 成城五丁目 | せいじょう | 1970年3月1日     | 1970年3月1日       | 成城町の一部                           |      |
| 成城六丁目 | せいじょう | 1970年3月1日     | 1970年3月1日       | 成城町、祖師谷2の各一部                |      |
| 成城七丁目 | せいじょう | 1970年3月1日     | 1970年3月1日       | 成城町、祖師谷2の各一部                |      |
| 成城八丁目 | せいじょう | 1970年3月1日     | 1970年3月1日       | 成城町、祖師谷2の各一部                |      |
| 成城九丁目 | せいじょう | 1970年3月1日     | 1970年3月1日       | 成城町、祖師谷1、祖師谷2の各一部       |      |

| 町名         | 町名の読み | 町区域新設年月日 | 住居表示実施年月日 | 住居表示実施前の町名等                               | 備考 |
| ------------ | ---------- | ---------------- | ------------------ | ---------------------------------------------------- | ---- |
| 祖師谷一丁目 | そしがや   | 1971年9月1日     | 1971年9月1日       | 祖師谷2、砧町の各一部                                |      |
| 祖師谷二丁目 | そしがや   | 1971年9月1日     | 1971年9月1日       | 祖師谷2の一部                                        |      |
| 祖師谷三丁目 | そしがや   | 1971年9月1日     | 1971年9月1日       | 成城町の全部と祖師谷2、砧町の各一部                  |      |
| 祖師谷四丁目 | そしがや   | 1971年9月1日     | 1971年9月1日       | 祖師谷2の一部                                        |      |
| 祖師谷五丁目 | そしがや   | 1971年9月1日     | 1971年9月1日       | 祖師谷2の一部                                        |      |
| 祖師谷六丁目 | そしがや   | 1971年9月1日     | 1971年9月1日       | 祖師谷1の全部と祖師谷2の一部                         |      |
| 千歳台一丁目 | ちとせだい | 1971年9月1日     | 1971年9月1日       | 世田谷5の全部と廻沢町、祖師谷2、船橋町、砧町の各一部 |      |
| 千歳台二丁目 | ちとせだい | 1971年9月1日     | 1971年9月1日       | 廻沢町、祖師谷2の各一部                              |      |

| 町名         | 町名の読み | 町区域新設年月日 | 住居表示実施年月日 | 住居表示実施前の町名等          | 備考 |
| ------------ | ---------- | ---------------- | ------------------ | ------------------------------- | ---- |
| 千歳台三丁目 | ちとせだい | 1971年9月1日     | 1971年9月1日       | 廻沢町、船橋町の各一部          |      |
| 千歳台四丁目 | ちとせだい | 1971年9月1日     | 1971年9月1日       | 廻沢町、船橋町の各一部          |      |
| 千歳台五丁目 | ちとせだい | 1971年9月1日     | 1971年9月1日       | 廻沢町の一部                    |      |
| 千歳台六丁目 | ちとせだい | 1971年9月1日     | 1971年9月1日       | 粕谷町の全部と廻沢町の一部      |      |
| 船橋一丁目   | ふなばし   | 1969年2月1日     | 1969年2月1日       | 船橋町、経堂町、世田谷5の各一部 |      |
| 船橋二丁目   | ふなばし   | 1969年2月1日     | 1969年2月1日       | 船橋町、廻沢町の各一部          |      |
| 船橋三丁目   | ふなばし   | 1969年2月1日     | 1969年2月1日       | 船橋町の一部                    |      |
| 船橋四丁目   | ふなばし   | 1969年2月1日     | 1969年2月1日       | 船橋町、廻沢町の各一部          |      |
| 船橋五丁目   | ふなばし   | 1969年2月1日     | 1969年2月1日       | 船橋町、八幡山町の各一部        |      |
| 船橋六丁目   | ふなばし   | 1969年2月1日     | 1969年2月1日       | 船橋町、八幡山町の各一部        |      |
| 船橋七丁目   | ふなばし   | 1969年2月1日     | 1969年2月1日       | 船橋町、廻沢町の各一部          |      |

| 町名         | 町名の読み | 町区域新設年月日 | 住居表示実施年月日 | 住居表示実施前の町名等             | 備考 |
| ------------ | ---------- | ---------------- | ------------------ | ---------------------------------- | ---- |
| 喜多見一丁目 | きたみ     | 1971年5月1日     | 1971年5月1日       | 喜多見町、宇奈根町の各一部         |      |
| 喜多見二丁目 | きたみ     | 1971年5月1日     | 1971年5月1日       | 喜多見町の一部                     |      |
| 喜多見三丁目 | きたみ     | 1971年5月1日     | 1971年5月1日       | 喜多見町、宇奈根町、鎌田町の各一部 |      |
| 喜多見四丁目 | きたみ     | 1971年5月1日     | 1971年5月1日       | 喜多見町の一部                     |      |
| 喜多見五丁目 | きたみ     | 1971年5月1日     | 1971年5月1日       | 喜多見町の一部                     |      |
| 喜多見六丁目 | きたみ     | 1971年5月1日     | 1971年5月1日       | 喜多見町、大蔵町の各一部           |      |
| 喜多見七丁目 | きたみ     | 1971年5月1日     | 1971年5月1日       | 喜多見町の一部                     |      |
| 喜多見八丁目 | きたみ     | 1971年5月1日     | 1971年5月1日       | 喜多見町の一部                     |      |
| 喜多見九丁目 | きたみ     | 1971年5月1日     | 1971年5月1日       | 喜多見町の一部                     |      |
| 宇奈根一丁目 | うなね     | 1971年5月1日     | 1971年5月1日       | 宇奈根町、鎌田町の各一部           |      |
| 宇奈根二丁目 | うなね     | 1971年5月1日     | 1971年5月1日       | 宇奈根町、喜多見町の各一部         |      |
| 宇奈根三丁目 | うなね     | 1971年5月1日     | 1971年5月1日       | 宇奈根町、鎌田町の各一部           |      |
| 鎌田一丁目   | かまた     | 1971年5月1日     | 1971年5月1日       | 鎌田町の一部                       |      |
| 鎌田二丁目   | かまた     | 1971年5月1日     | 1971年5月1日       | 鎌田町の一部                       |      |
| 鎌田三丁目   | かまた     | 1971年5月1日     | 1971年5月1日       | 鎌田町、岡本町の各一部             |      |
| 鎌田四丁目   | かまた     | 1971年5月1日     | 1971年5月1日       | 鎌田町、岡本町の各一部             |      |

| 町名       | 町名の読み     | 町区域新設年月日 | 住居表示実施年月日 | 住居表示実施前の町名等                                       | 備考 |
| ---------- | -------------- | ---------------- | ------------------ | ------------------------------------------------------------ | ---- |
| 岡本一丁目 | おかもと       | 1968年10月1日    | 1968年10月1日      | 岡本町、玉川瀬田町の各一部                                   |      |
| 岡本二丁目 | おかもと       | 1968年10月1日    | 1968年10月1日      | 岡本町、鎌田町の各一部                                       |      |
| 岡本三丁目 | おかもと       | 1968年10月1日    | 1968年10月1日      | 岡本町、大蔵町の各一部                                       |      |
| 大蔵一丁目 | おおくら       | 1971年5月1日     | 1971年5月1日       | 大蔵町、玉川瀬田町、玉川用賀町3の各一部                      |      |
| 大蔵二丁目 | おおくら       | 1971年5月1日     | 1971年5月1日       | 大蔵町の一部                                                 |      |
| 大蔵三丁目 | おおくら       | 1971年5月1日     | 1971年5月1日       | 大蔵町の一部                                                 |      |
| 大蔵四丁目 | おおくら       | 1971年5月1日     | 1971年5月1日       | 大蔵町、岡本町の各一部                                       |      |
| 大蔵五丁目 | おおくら       | 1971年5月1日     | 1971年5月1日       | 大蔵町、喜多見町、鎌田町の各一部                             |      |
| 大蔵六丁目 | おおくら       | 1971年5月1日     | 1971年5月1日       | 大蔵町、鎌田町、岡本町の各一部                               |      |
| 砧一丁目   | きぬた         | 1971年5月1日     | 1971年5月1日       | 砧町、世田谷5の各一部                                        |      |
| 砧二丁目   | きぬた         | 1971年5月1日     | 1971年5月1日       | 砧町、世田谷5の各一部                                        |      |
| 砧三丁目   | きぬた         | 1971年5月1日     | 1971年5月1日       | 砧町の一部                                                   |      |
| 砧四丁目   | きぬた         | 1971年5月1日     | 1971年5月1日       | 砧町の一部                                                   |      |
| 砧五丁目   | きぬた         | 1971年5月1日     | 1971年5月1日       | 砧町の一部                                                   |      |
| 砧六丁目   | きぬた         | 1971年5月1日     | 1971年5月1日       | 砧町の一部                                                   |      |
| 砧七丁目   | きぬた         | 1971年5月1日     | 1971年5月1日       | 砧町、大蔵町の各一部                                         |      |
| 砧八丁目   | きぬた         | 1971年5月1日     | 1971年5月1日       | 砧町の一部                                                   |      |
| 砧公園     | きぬたこうえん | 1971年5月1日     | 1971年5月1日       | 玉川瀬田町、玉川用賀町2、玉川用賀町3、大蔵町、岡本町の各一部 |      |

| 町名         | 町名の読み   | 町区域新設年月日 | 住居表示実施年月日 | 住居表示実施前の町名等                 | 備考 |
| ------------ | ------------ | ---------------- | ------------------ | -------------------------------------- | ---- |
| 上北沢一丁目 | かみきたざわ | 1966年10月1日    | 1966年10月1日      | 上北沢町2の一部                        |      |
| 上北沢二丁目 | かみきたざわ | 1966年10月1日    | 1966年10月1日      | 上北沢町2、上北沢町3の各一部           |      |
| 上北沢三丁目 | かみきたざわ | 1966年10月1日    | 1966年10月1日      | 上北沢町3の一部                        |      |
| 上北沢四丁目 | かみきたざわ | 1966年10月1日    | 1966年10月1日      | 上北沢町2、上北沢町3の各一部           |      |
| 上北沢五丁目 | かみきたざわ | 1966年10月1日    | 1966年10月1日      | 上北沢町3の一部                        |      |
| 八幡山一丁目 | はちまんやま | 1969年2月1日     | 1969年2月1日       | 八幡山町、船橋町の各一部               |      |
| 八幡山二丁目 | はちまんやま | 1969年2月1日     | 1969年2月1日       | 八幡山町、船橋町、粕谷町の各一部       |      |
| 八幡山三丁目 | はちまんやま | 1970年3月1日     | 1970年3月1日       | 八幡山町の全部と粕谷町、烏山町の各一部 |      |

| 町名           | 町名の読み   | 町区域新設年月日 | 住居表示実施年月日 | 住居表示実施前の町名等          | 備考 |
| -------------- | ------------ | ---------------- | ------------------ | ------------------------------- | ---- |
| 上祖師谷一丁目 | かみそしがや | 1970年9月1日     | 1970年9月1日       | 祖師谷1、給田町、烏山町の各一部 |      |
| 上祖師谷二丁目 | かみそしがや | 1970年9月1日     | 1970年9月1日       | 祖師谷1の一部                   |      |
| 上祖師谷三丁目 | かみそしがや | 1970年9月1日     | 1970年9月1日       | 祖師谷1、祖師谷2の各一部        |      |
| 上祖師谷四丁目 | かみそしがや | 1970年9月1日     | 1970年9月1日       | 祖師谷1、祖師谷2の各一部        |      |
| 上祖師谷五丁目 | かみそしがや | 1970年9月1日     | 1970年9月1日       | 祖師谷1の一部                   |      |
| 上祖師谷六丁目 | かみそしがや | 1970年9月1日     | 1970年9月1日       | 祖師谷1の一部                   |      |
| 上祖師谷七丁目 | かみそしがや | 1970年9月1日     | 1970年9月1日       | 祖師谷1、給田町の各一部         |      |
| 粕谷一丁目     | かすや       | 1970年11月1日    | 1970年11月1日      | 粕谷町、船橋町、廻沢町の各一部  |      |
| 粕谷二丁目     | かすや       | 1970年11月1日    | 1970年11月1日      | 粕谷町、烏山町の各一部          |      |
| 粕谷三丁目     | かすや       | 1970年11月1日    | 1970年11月1日      | 粕谷町、祖師谷1、廻沢町の各一部 |      |
| 粕谷四丁目     | かすや       | 1970年11月1日    | 1970年11月1日      | 粕谷町、烏山町の各一部          |      |

| 町名         | 町名の読み       | 町区域新設年月日 | 住居表示実施年月日 | 住居表示実施前の町名等  | 備考 |
| ------------ | ---------------- | ---------------- | ------------------ | ----------------------- | ---- |
| 給田一丁目   | きゅうでん       | 1970年9月1日     | 1970年9月1日       | 給田町、祖師谷1の各一部 |      |
| 給田二丁目   | きゅうでん       | 1970年9月1日     | 1970年9月1日       | 給田町、祖師谷1の各一部 |      |
| 給田三丁目   | きゅうでん       | 1970年9月1日     | 1970年9月1日       | 給田町の一部            |      |
| 給田四丁目   | きゅうでん       | 1970年9月1日     | 1970年9月1日       | 給田町、烏山町の各一部  |      |
| 給田五丁目   | きゅうでん       | 1970年9月1日     | 1970年9月1日       | 給田町の一部            |      |
| 南烏山一丁目 | みなみからすやま | 1970年9月1日     | 1970年9月1日       | 烏山町の一部            |      |
| 南烏山二丁目 | みなみからすやま | 1970年9月1日     | 1970年9月1日       | 烏山町の一部            |      |
| 南烏山三丁目 | みなみからすやま | 1970年9月1日     | 1970年9月1日       | 烏山町の一部            |      |
| 南烏山四丁目 | みなみからすやま | 1970年9月1日     | 1970年9月1日       | 烏山町の一部            |      |
| 南烏山五丁目 | みなみからすやま | 1970年9月1日     | 1970年9月1日       | 烏山町の一部            |      |
| 南烏山六丁目 | みなみからすやま | 1970年9月1日     | 1970年9月1日       | 烏山町、給田町の各一部  |      |
| 北烏山一丁目 | きたからすやま   | 1970年9月1日     | 1970年9月1日       | 烏山町の一部            |      |
| 北烏山二丁目 | きたからすやま   | 1970年9月1日     | 1970年9月1日       | 烏山町の一部            |      |
| 北烏山三丁目 | きたからすやま   | 1970年9月1日     | 1970年9月1日       | 烏山町の一部            |      |
| 北烏山四丁目 | きたからすやま   | 1970年9月1日     | 1970年9月1日       | 烏山町の一部            |      |
| 北烏山五丁目 | きたからすやま   | 1970年9月1日     | 1970年9月1日       | 烏山町の一部            |      |
| 北烏山六丁目 | きたからすやま   | 1970年9月1日     | 1970年9月1日       | 烏山町の一部            |      |
| 北烏山七丁目 | きたからすやま   | 1970年9月1日     | 1970年9月1日       | 烏山町の一部            |      |
| 北烏山八丁目 | きたからすやま   | 1970年9月1日     | 1970年9月1日       | 烏山町の一部            |      |
| 北烏山九丁目 | きたからすやま   | 1970年9月1日     | 1970年9月1日       | 烏山町の一部            |      |